# Legnava
Legnava (in ungherese Hosszúvágás, in tedesco Langenau) è un comune della Slovacchia facente parte del distretto di Stará Ľubovňa, nella regione di Prešov.